# 그레미우 이스포르치부 노보리존치누
그레미우 이스포르치부 노보리존치누(Grêmio Esportivo Novorizontino)는 1973년에 창단하였고, 1999년에 해체한 브라질 상파울루주 노부오리존치를 연고로 하는 축구팀이었다. 구단의 상징색은 노랑과 검정이었다.

## 역사
1973년 3월 11일 피마 푸치보우 클루비라는 이름으로 아마추어 축구단으로써 창단하였다. 피마는 신발 공장의 이름이었다. 1976년 피마 FC는 프로화를 선언하였고, 구단명을 그레미우 이스포르치부 노보리존치누로 변경하였다. 프로화 첫 해에 상파울루주리그 캄페오나투 파울리스타 3부에 참여하였다. 1990년 캄페오나투 파울리스타에서 SE 파우메이라스, 구아라니 FC, 아소시아상 포르투게자 지 데스포르투스 등 상파울루의 거인들을 차례로 쓰러뜨리고 결승전에 올라서는 기염을 토했다. 결승전에서는 CA 브라간치누에게 패배하였다. 1994년 캄페오나투 브라질레이루 세리이 C에서 우승을 차지하였고, 캄페오나투 브라질레이루 세리이 B로 승격하였다.
1994년 셰디드 가문이 구단 운영을 개시하였다. 1996년 재정 위기가 닥치며 브라질 세리이 B에 불참을 선언하였다. 1998년 4월 26일 노보리존치누의 공식적인 프로 마지막 경기가 치러졌다. 무대는 상파울루 주리그 2부 결승전이었고, 상대는 EC 파라구아수엔시였다. 이 경기에서 노보리존치누는 4-0으로 패배하며 준우승에 머물렀다.

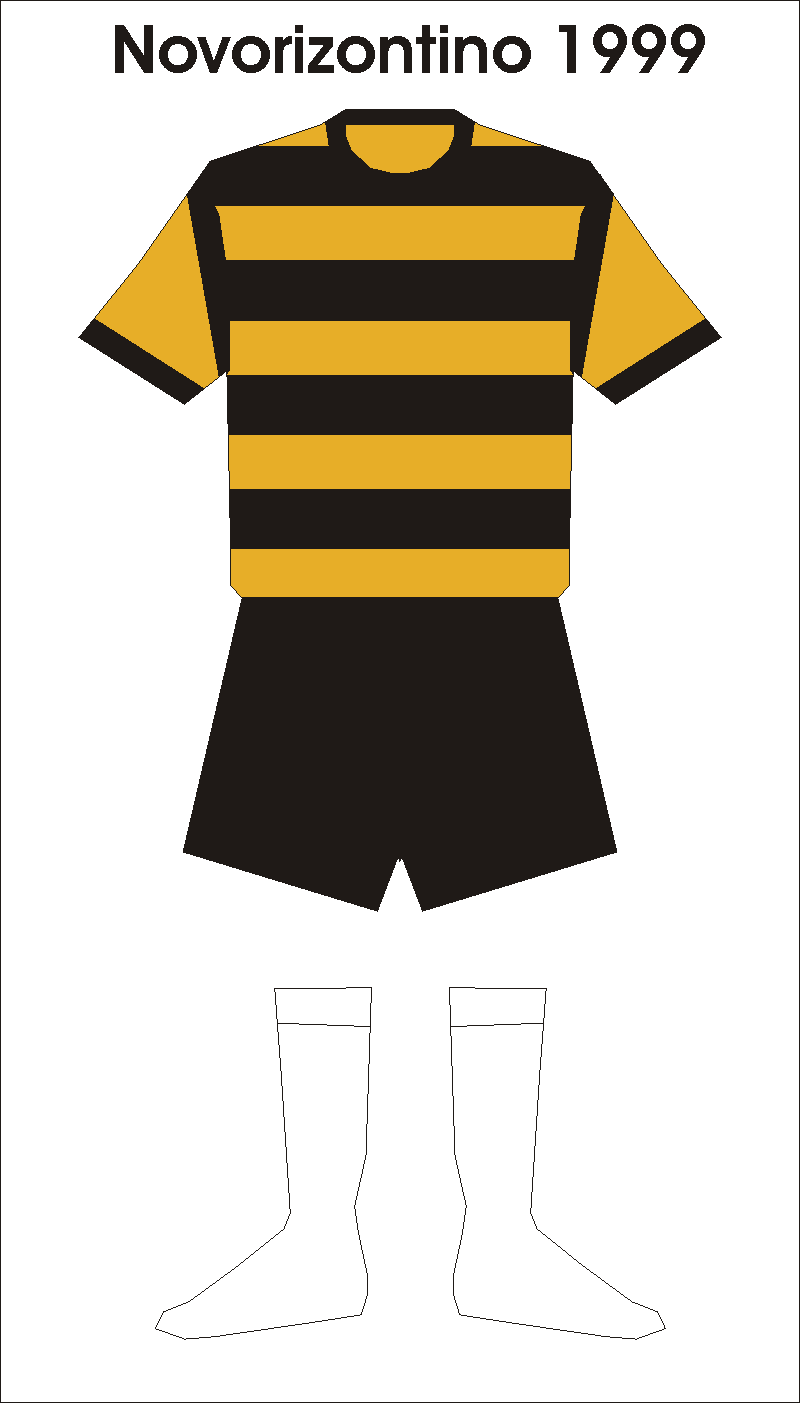
1999년 마지막 유니폼

1999년 구단의 부채 문제가 심각해지면서, 파울리스타 축구 연맹 회비를 납금하지 못하는 수준에 이르렀다. 이로 인해 상파울루 주리그에 참여하지 못하게 되었으며, 구단은 최종적으로 해체 수순을 밟았다.
2001년 그레미우 이스포르치부 노보리존치누의 해체로 비운 자리를 대체하기 위해, 그레미우 노보리존치누가 창단되었다.

## 수상
- 캄페오나투 브라질레이루 세리이 C
  - 우승 (1회) : 1994

## 역대 감독
| 감독                | 임기 |
| ------------------- | ---- |
| 네우시뉴 바프치스타 | 1990 |